# Majówka (Starachowice)
 Majówka – osiedle administracyjne i mieszkaniowa część miasta Starachowice. Leży w centralnej części miasta. Przez osiedle przebiega ulica o nazwie Majówka.

## Charakterystyka zabudowy
Na terenie Majówki dominuje budownictwo wielorodzinne. Pierwsze bloki wybudowano w 1939 roku, choć główna część osiedla powstała na przełomie lat 40. i 50. XX wieku. Kolejny etap budowy osiedla miał miejsce w latach 1970.

## Infrastruktura i usługi
Na Majówce zlokalizowana są: Szkoła Podstawowa nr 9 i Przedszkole miejskie nr 2. Przy szkole znajduje się kompleks boisk zbudowany, w ramach programu Orlik 2012 oraz jedyne na terenie Starachowic Miasteczko Ruchu Drogowego. Innymi placówkami oświatowymi to Specjalny Ośrodek Szkolno-Wychowawczy oraz Państwowe Ognisko Plastyczne, prowadzone przez powiat.